# Selačka (Bośnia i Hercegowina)
Selačka (cyr. Селачка) – wieś w Bośni i Hercegowinie, w Republice Serbskiej, w gminie Kotor Varoš. W 2013 roku liczyła 38 mieszkańców.